# Solanum juglandifolium
Solanum juglandifolium är en potatisväxtart som beskrevs av Michel Félix Dunal. Solanum juglandifolium ingår i släktet skattor som ingår i familjen potatisväxter. Inga underarter finns listade i Catalogue of Life.